# Polytope

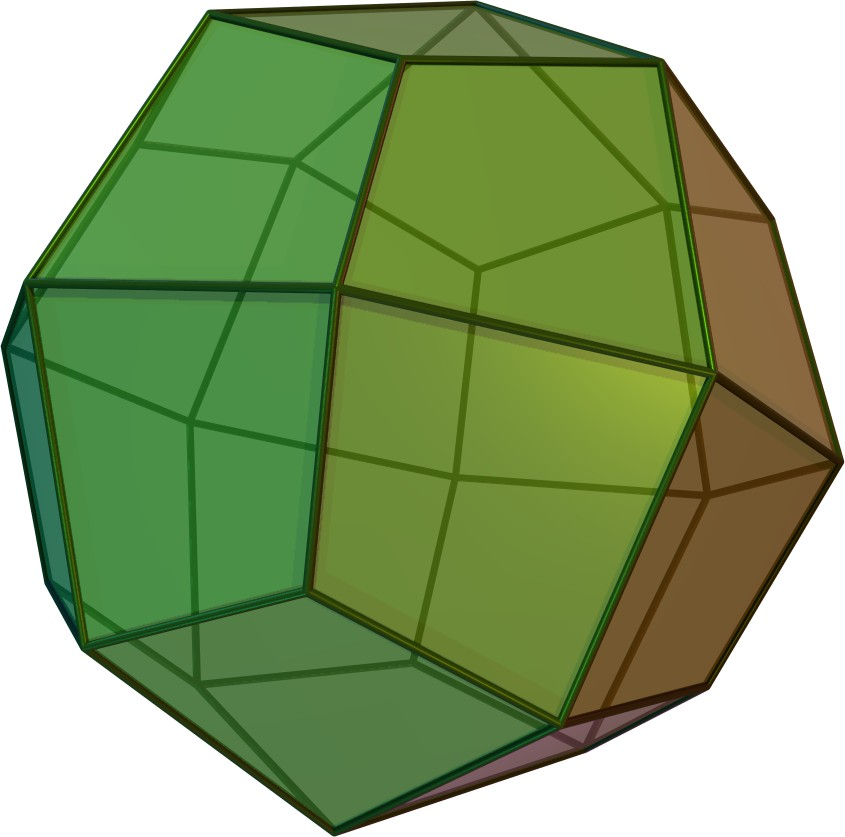
Un polytope en dimension 3.

Un polytope est un objet mathématique géométrique généralisant à une dimension quelconque n les polygones (deux dimensions) et les polyèdres (trois dimensions).

## Étymologie
Le terme de polytope, introduit par la mathématicienne britannique Alicia Boole Stott, est la transcription de l'allemand polytop, inventé par le mathématicien Reinhold Hoppe,.

## Plusieurs définitions
Le terme polytope admet plusieurs définitions au sein des mathématiques. Principalement car les usages diffèrent en quelques points selon les pays, mais l'usage américain ayant tendance à s'imposer, on se retrouve confronté avec des usages contradictoires au sein d'un même pays. On retrouve ce genre de problème pour les définitions des faces et des facettes d'un polyèdre (pour un polyèdre de dimension n, Bourbaki définit les facettes comme les faces de dimension < n – 1, le suffixe faisant penser à la petitesse, alors que les américains définissent une facette comme une face de dimension n – 1, comme on dit en français d'ailleurs pour les facettes d'un diamant).
Le point sûr est qu'un polyèdre est une sorte de polytope[Information douteuse].
L'usage le plus répandu veut que, dans l'espace euclidien ℝn, on distingue le polyèdre du polytope de la manière suivante. Le polyèdre {\displaystyle P} est une intersection d'un nombre fini de demi-espaces délimités par des hyperplans affines, c.-à-d.{\displaystyle P=\{x\in \mathbb {R} ^{n}\mid Ax\leq b\}}
où {\displaystyle A\in \mathbb {R} ^{m\times n}} et {\displaystyle b\in \mathbb {R} ^{m}},
tandis que le polytope {\displaystyle {\bar {P}}} est une enveloppe convexe, c.-à-d.{\displaystyle {\bar {P}}=\left\{x\in \mathbb {R} ^{n}~\left|~x=\sum _{i}\lambda _{i}x_{i},\,\sum _{i}\lambda _{i}=1,\,\lambda _{i}\geq 0\right.\right\}}
où {\displaystyle x_{i}\in \mathbb {R} ^{n}} pour un certain nombre fini d'indices {\displaystyle i}.

Un résultat fondamental établit que :

Tout polytope est un polyèdre borné,,,.
Ce résultat est essentiel pour l'approche polyédrique en optimisation combinatoire.
Toutefois on trouvera aussi la distinction suivante entre polytope et polyèdre. On entend parfois en géométrie, polytope comme la généralisation à toutes dimensions de la notion de polygone pour deux dimensions et de polyèdre pour trois dimensions. Quoi qu'il en soit, en général on suppose qu'un polytope est un polytope convexe[Information douteuse] et borné. Le plus simple que l'on puisse construire est le simplexe constitué de n + 1 sommets dans un espace de dimension n. Pour toute enveloppe convexe dans un espace de dimension n, on peut prendre des sous-ensembles de sommets linéairement indépendants et définir des n-simplexes à partir de ces sommets. Il est toujours possible de décomposer un polytope convexe en simplexes de sorte que leur union soit le polytope original, et que leurs intersections deux à deux soient l'ensemble vide ou un s-simplexe (avec s < n). Par exemple : dans le plan, un carré (l'enveloppe convexe de ses sommets) est l'union de deux triangles (2-simplexes) dont l'intersection est la diagonale du carré (1-simplexe).

## Polyèdres réguliers
Les polyèdres réguliers étaient un sujet d'étude majeur chez les anciens mathématiciens grecs (principalement Euclide), probablement à cause de leurs qualités esthétiques. De nos jours, on retrouve les polytopes dans de nombreuses applications d'optimisation linéaire ou en infographie notamment.

## Exemple de polytope
Parmi les polytopes, on peut citer le polytope de Gosset, qui illustre une des propriétés du groupe de Lie E8.